# 류수정
류수정(柳樹整, 1997년 11월 19일~)은 대한민국의 가수로 걸 그룹 러블리즈의 리드보컬을 맡고 있다.

## 학력
- 대덕초등학교 (졸업)
- 대덕중학교 (졸업)
- 서울공연예술고등학교 실용음악과 (졸업)

## 생애
대전광역시 유성구 출신이다. 대덕초등학교와 대덕중학교를 졸업했다.
서울의 중앙여자고등학교로 진학했다가 서울공연예술고등학교로 전학하여 그 학교를 졸업했다.

## 음반 활동

### 정규 음반
- 《Archive of Emotions》

### 미니 음반
| # | 앨범 정보                             | 트랙 리스트                                                                                                 |
| - | ------------------------------------- | --- |
| 1 | Tiger Eyes - 발매일 : 2020년 5월 20일 | 1. Be Cautious 2. Tiger Eyes 3. CALL BACK 4. 너의 이름 (Your Name) 5. 42= 6. 나, 니 (NA, NI) 7. 자장가 (zz) |
| 2 | 2ROX - 발매일 : 2024년 1월 24일       | 1. BAD GRLS (Feat. XYLØ) 2. SHXT (Feat. XYLØ) 3. Fallen Angel (Feat. XYLØ)                                  |

### 싱글
- 〈고백〉
- 〈PINK MOON〉
- 《Fallen Angel》

### 참여음반
- 2015년 《부딪쳐》 (인피니트H)
- 2016년 《시작의 여름》 (브라운아이드소울 영준)
- 2020년 《싱스트리트 - 러블리즈 X 골든차일드 '순천의 하늘 아래에서'》 (베이비소울, TAG, 홍주찬)
- 2022년 《'아마도 우린' With ESQUIRE KOREA》 (D-Hack, 류수정)

### OST
- 2016년 류수정, 베이비소울 《오늘도 맑음 (Clean)》 (끝에서 두번째 사랑 OST Part 2)
- 2017년 옆집소녀 《Deep Blue Eyes》 (아이돌 드라마 공작단 OST Part 2)
- 2020년 류수정 《거짓말의 거짓말》 (거짓말의 거짓말 OST Part 2)
- 2021년 류수정 《Color Rush》 (컬러 러쉬 OST)
- 2021년 류수정 《들꽃》 (마비노기 영웅전 OST)
- 2022년 류수정 《그날, 우리》 (아홉수 우리들 OST)

## 예능
- 2014년 KBS 《가족의 품격 풀하우스》
- 2014년 M.net 《문희준의 순결한 15》
- 2015년 SBS 《2014 베스트 오브 베스트》
- 2015년 KBS 《위기탈출 넘버원》
- 2015년 MBC 《신동엽과 총각파티》
- 2015년 MBC 《마이 리틀 텔레비전》
- 2016년 JTBC 《아는 형님》
- 2017년 KBS 《대국민 토크쇼 안녕하세요》
- 2017년 KBS 《아이돌 드라마 공작단》
- 2019년 MBC 《미스터리 음악쇼 복면가왕》 - 콩나물 팥팥 무쳤냐? 콩쥐팥쥐 <참가자>
- 2019년 TV조선 《동네앨범》
- 2020년 MBC 《배철수 잼》 - 2회 게스트
- 2020년 mnet 《스튜디오 음악당》 (2020년 2월 11일) 4회 게스트 베이비소울, Kei, 류수정

## 라디오
- 2014년 SBS 파워FM 《케이윌의 영스트리트》
- 2014년 MBC 표준FM 《허경환의 별이 빛나는 밤에》
- 2015년 MBC 표준FM 《정준영의 심심타파》